# Chrysis archboldi
Chrysis archboldi es una especie de avispa del género Chrysis, familia Chrysididae. Fue descrita por Kimsey en 1982. Se encuentra en Estados Unidos.